# أمريكو لوبيز
أمريكو لوبيز (بالبرتغالية: Américo Lopes‏) (6 مارس 1933 في البرتغال - 22 سبتمبر 2023) هو لاعب كرة قدم برتغالي في مركز حراسة المرمى، شارك في كأس العالم 1966. وشارك مع منتخب البرتغال لكرة القدم. أما مع النوادي، فقد لعب مع نادي بوافيشتا ونادي بورتو.

## وصلات خارجية
- أمريكو لوبيز على موقع الاتحاد الدولي (مؤرشف)  (الإنجليزية)
- أمريكو لوبيز على موقع قاعدة بيانات كرة القدم.إي يو (الإنجليزية)
- أمريكو لوبيز على موقع ناشيونال فوتبول تيمز (الإنجليزية)
- أمريكو لوبيز على موقع عالم كرة القدم.نت (الإنجليزية)